# Augustus Kargbo
Augustus Kargbo (Freetown, 24 agosto 1999) è un calciatore sierraleonese, attaccante del Blackburn e della nazionale sierraleonese.

## Biografia
Ha lasciato la natia Sierra Leone all'età di 13 anni, trascorrendo in seguito due anni a Conakry e arrivando nel 2015 in Costa d'Avorio, dove è rimasto per un anno in attesa del visto necessario per il trasferimento in Italia.

## Carriera

### Club
Arrivato in Italia nel 2017, il 3 novembre viene tesserato dal Campobasso, club militante in Serie D. Messosi in mostra con la squadra molisana, il 12 luglio 2018 viene tesserato dal Crotone, che lo cede subito al Roccella. Rientrato dal prestito nel successivo mese di gennaio, esordisce in Serie B il 19 gennaio 2019, nella partita pareggiata per 0-0 contro il Cittadella.
Dopo aver rinnovato con i calabresi fino al 2022, il 2 settembre seguente passa a titolo temporaneo alla Reggio Audace, con cui conquista la promozione nella serie cadetta, segnando la rete decisiva nella finale dei play-off contro il Bari. Rientrato al Crotone, il 20 settembre 2020 debutta in Serie A, nella partita persa per 4-1 contro il Genoa; nove giorni più tardi fa ritorno, sempre in prestito, alla Reggiana.
Il 26 agosto 2023 passa a titolo definitivo al Cesena col quale firma un contratto fino al 2026. Segna subito nel debutto stagionale, il 15 settembre nel successo per 3-1 in casa del Pontedera. Con i romagnoli conquista la promozione in serie B, categoria in cui segna la prima rete col Cesena il 28 agosto 2024, nel successo per 2-0 sul Catanzaro.
Il 31 gennaio 2025 viene ceduto a titolo definitivo al Blackburn.

### Nazionale
Ha esordito con la nazionale sierraleonese il 6 ottobre 2021, nell'amichevole pareggiata per 1-1 contro il Sudan del Sud. È stato in seguito inserito nella rosa per la Coppa d'Africa 2021, in sostituzione dell'infortunato Alhassan Koroma.
Il 13 giugno 2022 realizza la sua prima rete per la Sierra Leone in occasione del pareggio per 2-2 contro la Guinea-Bissau.

## Statistiche

### Presenze e reti nei club
Statistiche aggiornate all'8 marzo 2025.
| Stagione        | Squadra         | Campionato      | Campionato | Campionato | Coppe nazionali | Coppe nazionali | Coppe nazionali | Coppe continentali | Coppe continentali | Coppe continentali | Altre coppe | Altre coppe | Altre coppe | Totale | Totale |
| Stagione        | Squadra         | Comp            | Pres       | Reti       | Comp            | Pres            | Reti            | Comp               | Pres               | Reti               | Comp        | Pres        | Reti        | Pres   | Reti   |
| --------------- | --------------- | --------------- | ---------- | ---------- | --------------- | --------------- | --------------- | ------------------ | ------------------ | ------------------ | ----------- | ----------- | ----------- | ------ | ------ |
| nov. 2017-2018  | Campobasso      | D               | 20         | 6          | CI-D            | -               | -               | -                  | -                  | -                  | -           | -           | -           | 20     | 6      |
| 2018-gen. 2019  | Roccella        | D               | 11         | 3          | CI-D            | 2               | 1               | -                  | -                  | -                  | -           | -           | -           | 13     | 4      |
| gen.-giu. 2019  | Crotone         | B               | 5          | 0          | CI              | -               | -               | -                  | -                  | -                  | -           | -           | -           | 5      | 0      |
| ago. 2019       | Crotone         | B               | 0          | 0          | CI              | 0               | 0               | -                  | -                  | -                  | -           | -           | -           | 0      | 0      |
| ago. 2019-2020  | Reggiana        | C               | 21+3       | 8+2        | CI-C            | -               | -               | -                  | -                  | -                  | -           | -           | -           | 24     | 10     |
| ago. 2020       | Crotone         | A               | 1          | 0          | CI              | 0               | 0               | -                  | -                  | -                  | -           | -           | -           | 1      | 0      |
| ago. 2020-2021  | Reggiana        | B               | 20         | 2          | CI              | 1               | 0               | -                  | -                  | -                  | -           | -           | -           | 21     | 2      |
| Totale Reggiana | Totale Reggiana | Totale Reggiana | 41+3       | 10+2       |                 | 1               | 0               |                    | -                  | -                  |             | -           | -           | 45     | 12     |
| 2021-2022       | Crotone         | B               | 32         | 3          | CI              | 1               | 0               | -                  | -                  | -                  | -           | -           | -           | 33     | 3      |
| 2022-2023       | Crotone         | C               | 29+2       | 3          | CI-C            | 0               | 0               | -                  | -                  | -                  | -           | -           | -           | 31     | 3      |
| Totale Crotone  | Totale Crotone  | Totale Crotone  | 67+2       | 6          |                 | 1               | 0               |                    | -                  | -                  |             | -           | -           | 70     | 6      |
| 2023-2024       | Cesena          | C               | 31         | 9          | CI+CI-C         | 0               | 0               | -                  | -                  | -                  | SC-C        | 2           | 1           | 33     | 10     |
| 2024-gen. 2025  | Cesena          | B               | 18         | 3          | CI              | 3               | 2               | -                  | -                  | -                  | -           | -           | -           | 21     | 5      |
| Totale Cesena   | Totale Cesena   | Totale Cesena   | 49         | 12         |                 | 3               | 2               |                    | -                  | -                  |             | 2           | 1           | 54     | 15     |
| gen.-giu. 2025  | Blackburn       | FLC             | 6          | 0          | FACup+CdL       | 0+0             | 0+0             | -                  | -                  | -                  | -           | -           | -           | 6      | 0      |
| Totale carriera | Totale carriera | Totale carriera | 199        | 39         |                 | 7               | 3               |                    | -                  | -                  |             | 2           | 1           | 208    | 43     |

### Cronologia presenze e reti in nazionale
| Cronologia completa delle presenze e delle reti in nazionale ― Sierra Leone | Cronologia completa delle presenze e delle reti in nazionale ― Sierra Leone | Cronologia completa delle presenze e delle reti in nazionale ― Sierra Leone | Cronologia completa delle presenze e delle reti in nazionale ― Sierra Leone | Cronologia completa delle presenze e delle reti in nazionale ― Sierra Leone | Cronologia completa delle presenze e delle reti in nazionale ― Sierra Leone | Cronologia completa delle presenze e delle reti in nazionale ― Sierra Leone | Cronologia completa delle presenze e delle reti in nazionale ― Sierra Leone |
| Data                                                                        | Città                                                                       | In casa                                                                     | Risultato                                                                   | Ospiti                                                                      | Competizione                                                                | Reti                                                                        | Note                                                                        |
| --------------------------------------------------------------------------- | --------------------------------------------------------------------------- | --------------------------------------------------------------------------- | --------------------------------------------------------------------------- | --------------------------------------------------------------------------- | --------------------------------------------------------------------------- | --------------------------------------------------------------------------- | --------------------------------------------------------------------------- |
| 6-10-2021                                                                   | El Jadida                                                                   | Sierra Leone                                                                | 1 – 1                                                                       | Sudan del Sud                                                               | Amichevole                                                                  | -                                                                           |                                                                             |
| 9-10-2021                                                                   | El Jadida                                                                   | Gambia                                                                      | 1 – 2                                                                       | Sierra Leone                                                                | Amichevole                                                                  | -                                                                           | 73’                                                                         |
| 24-3-2022                                                                   | Adalia                                                                      | Togo                                                                        | 3 – 0                                                                       | Sierra Leone                                                                | Amichevole                                                                  | -                                                                           | 71’                                                                         |
| 27-3-2022                                                                   | Adalia                                                                      | Liberia                                                                     | 0 – 1                                                                       | Sierra Leone                                                                | Amichevole                                                                  | -                                                                           | 63’                                                                         |
| 29-3-2022                                                                   | Adalia                                                                      | Rep. del Congo                                                              | 1 – 2                                                                       | Sierra Leone                                                                | Amichevole                                                                  | -                                                                           | 90+4’                                                                       |
| 9-6-2022                                                                    | Abuja                                                                       | Nigeria                                                                     | 2 – 1                                                                       | Sierra Leone                                                                | Qual. Coppa d'Africa 2023                                                   | -                                                                           | 69’                                                                         |
| 13-6-2022                                                                   | El Jadida                                                                   | Sierra Leone                                                                | 2 – 2                                                                       | Guinea-Bissau                                                               | Qual. Coppa d'Africa 2023                                                   | 1                                                                           | 72’                                                                         |
| 24-9-2022                                                                   | Johannesburg                                                                | Sudafrica                                                                   | 4 – 0                                                                       | Sierra Leone                                                                | Amichevole                                                                  | -                                                                           | 65’                                                                         |
| 27-9-2022                                                                   | Casablanca                                                                  | RD del Congo                                                                | 3 – 0                                                                       | Sierra Leone                                                                | Amichevole                                                                  | -                                                                           | 77’                                                                         |
| 22-3-2023                                                                   | Agadir                                                                      | Sierra Leone                                                                | 2 – 2                                                                       | São Tomé e Príncipe                                                         | Qual. Coppa d'Africa 2023                                                   | -                                                                           | 89’                                                                         |
| 26-3-2023                                                                   | Agadir                                                                      | São Tomé e Príncipe                                                         | 0 – 2                                                                       | Sierra Leone                                                                | Qual. Coppa d'Africa 2023                                                   | -                                                                           | 59’                                                                         |
| 18-6-2023                                                                   | Monrovia                                                                    | Sierra Leone                                                                | 2 – 3                                                                       | Nigeria                                                                     | Qual. Coppa d'Africa 2023                                                   | 1                                                                           |                                                                             |
| 11-9-2023                                                                   | Bissau                                                                      | Guinea-Bissau                                                               | 2 – 1                                                                       | Sierra Leone                                                                | Qual. Coppa d'Africa 2023                                                   | -                                                                           |                                                                             |
| 15-11-2023                                                                  | El Jadida                                                                   | Etiopia                                                                     | 0 – 0                                                                       | Sierra Leone                                                                | Qual. Mondiali 2026                                                         | -                                                                           | 35’ 60’                                                                     |
| 19-11-2023                                                                  | Monrovia                                                                    | Sierra Leone                                                                | 0 – 2                                                                       | Egitto                                                                      | Qual. Mondiali 2026                                                         | -                                                                           | 68’                                                                         |
| 5-6-2024                                                                    | El Jadida                                                                   | Sierra Leone                                                                | 2 – 1                                                                       | Gibuti                                                                      | Qual. Mondiali 2026                                                         | 1                                                                           | 79’                                                                         |
| 10-6-2024                                                                   | Bamako                                                                      | Burkina Faso                                                                | 2 – 2                                                                       | Sierra Leone                                                                | Qual. Mondiali 2026                                                         | 1                                                                           | 78’                                                                         |
| 6-9-2024                                                                    | Monrovia                                                                    | Sierra Leone                                                                | 0 – 0                                                                       | Ciad                                                                        | Qual. Coppa d'Africa 2025                                                   | -                                                                           |                                                                             |
| 10-9-2024                                                                   | Ndola                                                                       | Zambia                                                                      | 3 – 2                                                                       | Sierra Leone                                                                | Qual. Coppa d'Africa 2025                                                   | 1                                                                           | 86’                                                                         |
| 13-11-2024                                                                  | Abidjan                                                                     | Ciad                                                                        | 1 – 1                                                                       | Sierra Leone                                                                | Qual. Coppa d'Africa 2025                                                   | -                                                                           | 88’                                                                         |
| 19-11-2024                                                                  | Monrovia                                                                    | Sierra Leone                                                                | 0 – 2                                                                       | Zambia                                                                      | Qual. Coppa d'Africa 2025                                                   | -                                                                           |                                                                             |
| Totale                                                                      |                                                                             | Presenze                                                                    | 21                                                                          |                                                                             | Reti                                                                        | 5                                                                           |                                                                             |

## Palmarès

### Club

#### Competizioni nazionali
- Serie C: 1

Cesena: 2023-2024 (girone B)
- Supercoppa Serie C: 1

Cesena: 2024